# Montes Carpetanos
Montes Carpetanos es el nombre que recibe la parte norte de la alineación montañosa principal de la sierra de Guadarrama (sierra perteneciente al sistema Central, España).

## Descripción

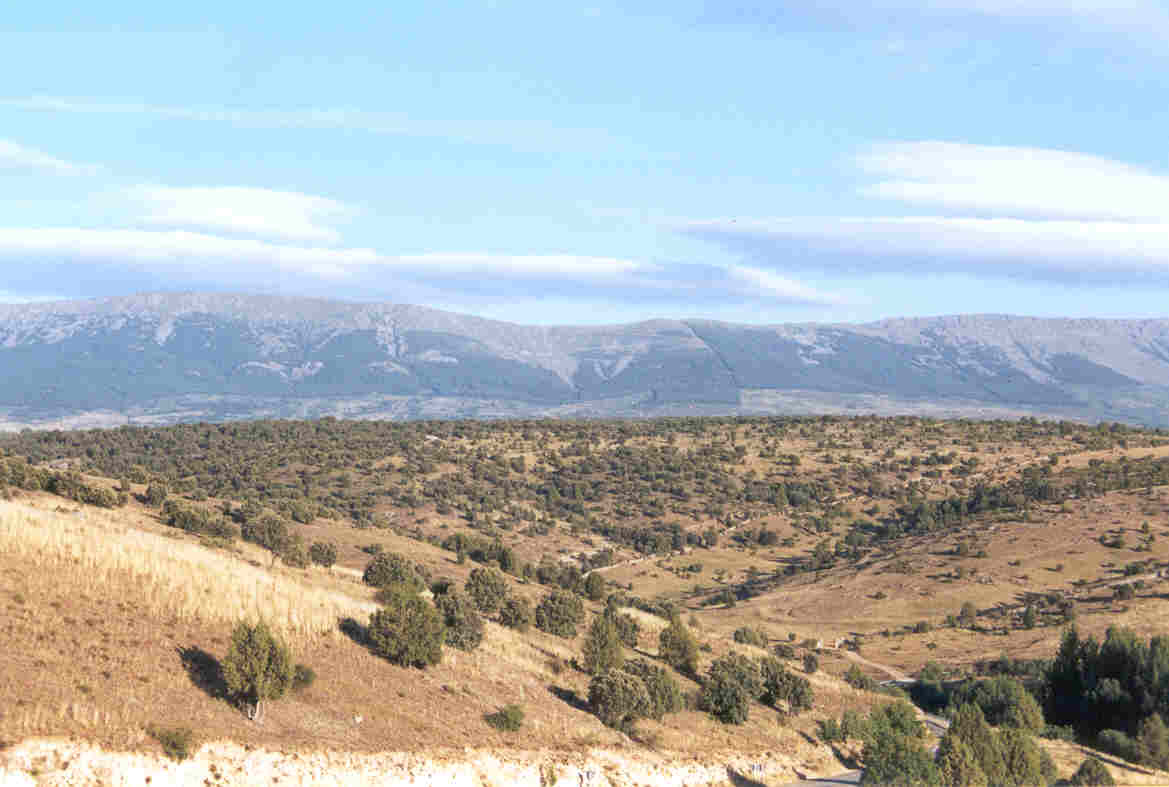
Vertiente noroeste de la zona más septentrional de los Montes Carpetanos vista desde las llanuras de la provincia de Segovia.

Estos montes tienen una longitud aproximada de 50 km, no tienen ramificaciones y se extienden en dirección suroeste-noreste desde el puerto de los Neveros o Collado de Quebrantaherraduras, en la base norte de Peñalara, en el extremo suroeste, hasta el puerto de Somosierra, en el extremo noreste.
Los Montes Carpetanos conforman el límite entre las provincias españolas de Segovia y Madrid y el límite noroeste del valle del Lozoya. El extremo norte de los Montes Carpetanos, es decir, la zona más cercana al puerto de Somosierra, se conoce con el nombre de sierra de Somosierra.
En la parte más alta de la vertiente meridional de gran parte de los Montes Carpetanos existen circos glaciares. El único puerto de montaña con carretera que atraviesa los Montes Carpetanos es el puerto de Navafría, situado en la zona media de estos montes.

## Cumbres
La montaña más alta de estos montes es el Peñalara (2428 m s. n. m.), que a su vez es el pico más alto de la Comunidad de Madrid. Otra montañas destacables son El Nevero (2209 m s. n. m.), ubicado en la zona central, y el Reajo Alto (2099 m s. n. m.), que constituye la montaña de más de 2000 metros más septentrional de la sierra de Guadarrama. Los diferentes montes o picos que conforman los Montes Carpetanos, enumerados de suroeste a noreste, son:
| Nombre                | Cota (m s.n.m.) | Notas                                                                            |
| --------------------- | --------------- | -------------------------------------------------------------------------------- |
| Peñalara              | 2428            | El más occidental de la cuerda y el más alto de la toda la sierra de Guadarrama. |
| Cerro de los Claveles | 2388            |                                                                                  |
| Altos de los Poyales  | 2081            |                                                                                  |
| Alto del Morete       | 2133            |                                                                                  |
| El Reventón           | 2079            |                                                                                  |
| El Cancho             | 2042            |                                                                                  |
| Flecha                | 2077            |                                                                                  |
| Peñas Crecientes      | 2004            |                                                                                  |
| Peñacabra             | 2169            | También llamado Alto del Porrinoso.                                              |
| Pico del Nevero       | 2209            | Situado en el centro de la cuerda.                                               |
| Alto de la Pinarilla  | 1867            |                                                                                  |
| Reajo Capón           | 2092            |                                                                                  |
| Reajo Alto            | 2099            |                                                                                  |
| Lomo Gordo            | 2067            |                                                                                  |
| Las Canchas           | 2024            |                                                                                  |
| La Peñota             | 1917            |                                                                                  |
| Peña Berrocosa        | 1960            |                                                                                  |
| Peña Quemada          | 1833            |                                                                                  |
| Peña del Avellano     | 1826            |                                                                                  |
| Colgadizos            | 1833            |                                                                                  |
| Peña Zorrillo         | 1642            | El más oriental y próximo al puerto de Somosierra.                               |

## Galería

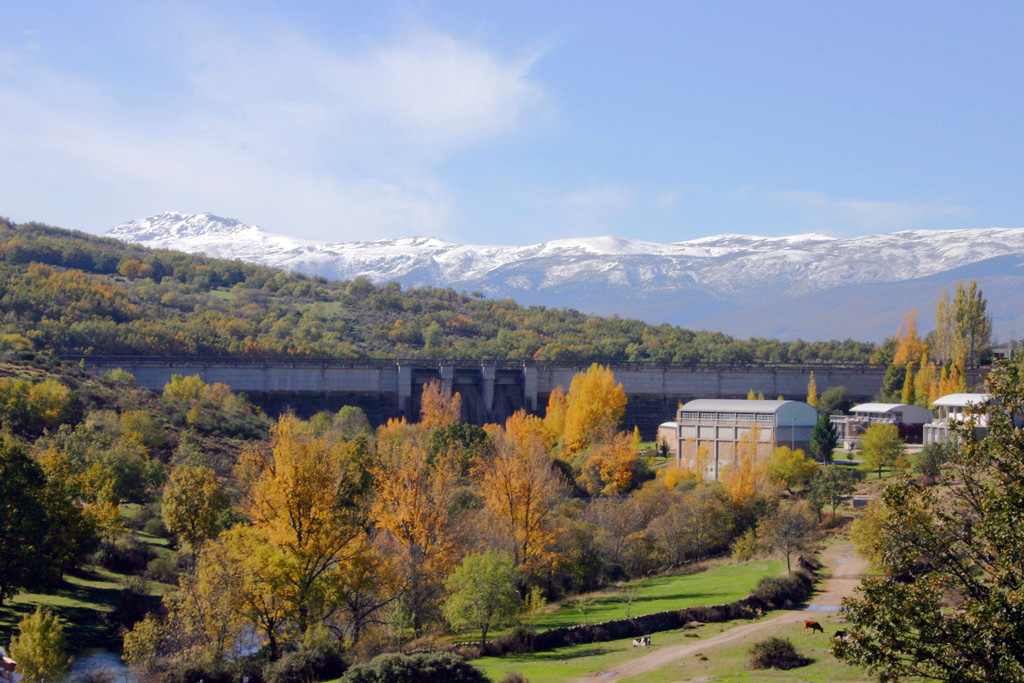
Cara este de los Montes Carpetanos.
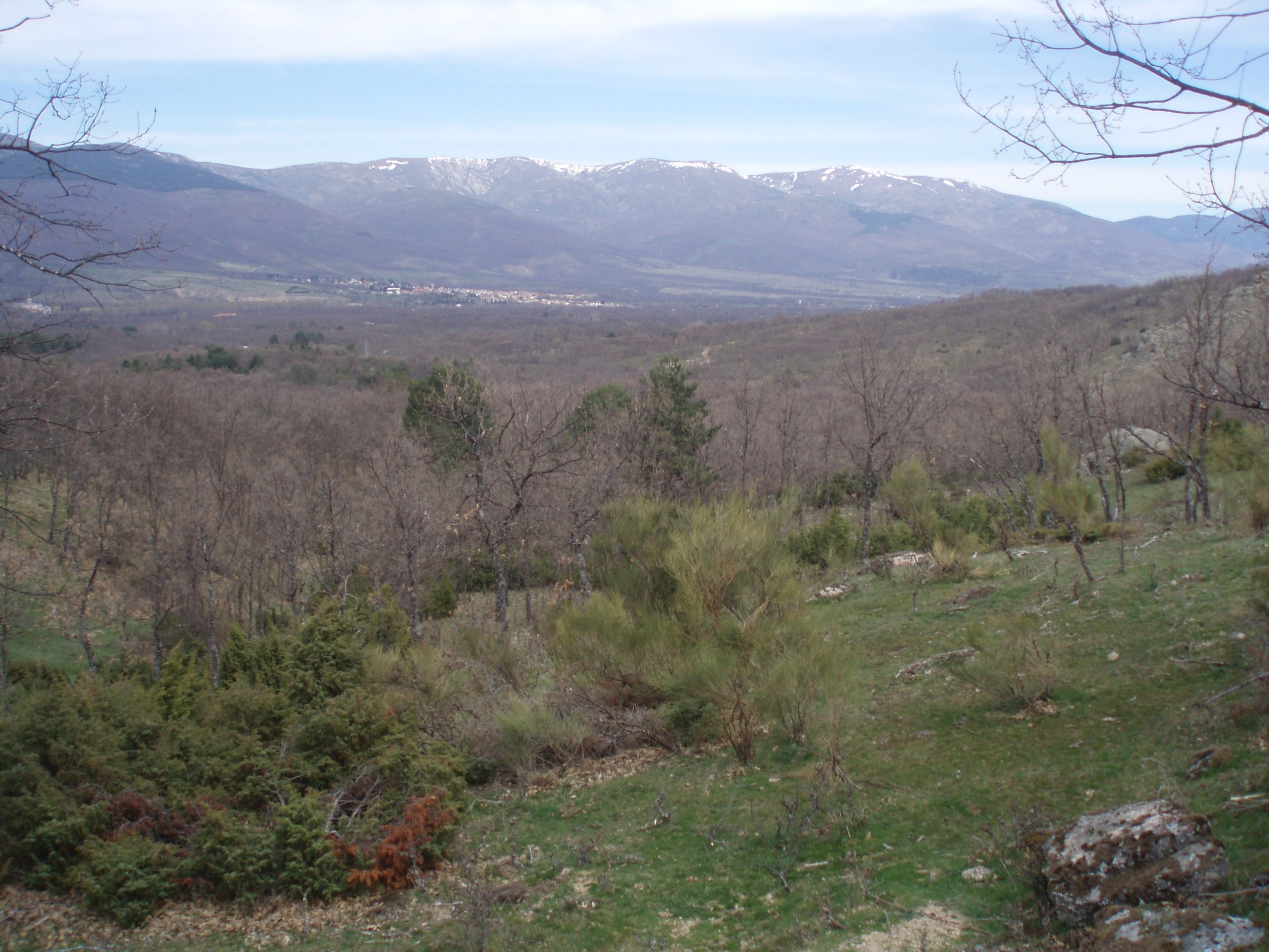
Vertiente sureste de la zona central de los Montes Carpetanos vista desde el valle del Lozoya.